# Acilius sylvanus
Acilius sylvanus is een keversoort uit de familie waterroofkevers (Dytiscidae). De wetenschappelijke naam van de soort is voor het eerst geldig gepubliceerd in 1975 door Hilsenhoff.